# Suzy (Aisne)
Suzy korábbi község Franciaországban, Aisne megyében. Lakosainak száma 332 fő (2018. január 1.). Suzy Bucy-lès-Cerny, Cessières, Faucoucourt, Prémontré, Saint-Gobain és Wissignicourt községekkel határos.
2019. január 1-jén Cessières korábbi községgel egyesült és az így létrejött Cessières-Suzy új község része lett.

## Népesség
A település népessége az elmúlt években az alábbi módon változott:
| Lakosok száma | 252  | 242  | 260  | 270  | 292  | 308  | 309  | 329  | 326  | 332  |
|               | 1968 | 1975 | 1982 | 1999 | 2006 | 2011 | 2013 | 2016 | 2017 | 2018 |